# Regio's van Namibië
Namibië is bestuurlijk onderverdeeld in veertien regio's, die weer zijn onderverdeeld in in totaal 102 kieskringen.
| #  | Regio        | Hoofdstad     | Bevolking (2011) | Oppervlakte (km²) | Bevolkingsdichtheid personen/km² | Kaart              |
| -- | ------------ | ------------- | ---------------- | ----------------- | -------------------------------- | ------------------ |
| 1  | Kunene       | Opuwo         | 86.856           | 115.260           | 0,8                              | Regios van Namibië |
| 2  | Omusati      | Outapi        | 243.166          | 26.551            | 9,1                              | Regios van Namibië |
| 3  | Oshana       | Oshakati      | 176.674          | 8.647             | 20                               | Regios van Namibië |
| 4  | Ohangwena    | Eenhana       | 245.446          | 10.706            | 22                               | Regios van Namibië |
| 5  | Oshikoto     | Omuthiya      | 181.973          | 38.685            | 4,7                              | Regios van Namibië |
| 6  | Kavango West | Nkurenkuru    | 107.905          | 23.166            | 4,7                              | Regios van Namibië |
| 7  | Kavango Oost | Rundu         | 115.447          | 25.576            | 4,5                              | Regios van Namibië |
| 8  | Zambezi      | Katima Mulilo | 90.596           | 14.785            | 6,1                              | Regios van Namibië |
| 9  | Erongo       | Swakopmund    | 150.809          | 63.539            | 2,4                              | Regios van Namibië |
| 10 | Otjozondjupa | Otjiwarongo   | 143.903          | 105.460           | 1,4                              | Regios van Namibië |
| 11 | Omaheke      | Gobabis       | 71.233           | 84.981            | 0,8                              | Regios van Namibië |
| 12 | Khomas       | Windhoek      | 342.141          | 36.964            | 9,2                              | Regios van Namibië |
| 13 | Hardap       | Mariental     | 79.507           | 109.781           | 0,7                              | Regios van Namibië |
| 14 | !Karas       | Keetmanshoop  | 77.421           | 161.514           | 0,5                              | Regios van Namibië |